# SS Maheno
Le SS Maheno est un paquebot appartenant à l'Union Company de Nouvelle-Zélande. Construit en 1904 en Écosse, il allie confort et vitesse. Il opère dans la mer de Tasman, faisant la navette entre la Nouvelle-Zélande et l'Australie, de 1905 à 1935.
Il est également utilisé comme navire par les forces navales néo-zélandaises pendant la Première Guerre mondiale; sous le nom de His Majesty's New Zealand Hospital Ship No. 1. Il s'échoue le 9 juillet 1935 sur l'île Fraser, en Australie, à la suite d'un cyclone extratropical hivernal. 
La Royal Australian Air Force utilise briévement l'épave comme cible lors de la Seconde Guerre mondiale. L'épave en désintégration demeure une attraction touristique populaire. 

## Construction
Le navire de 5 000 t possède une coque en acier et est construit par William Denny and Brothers à Dumbarton, en Écosse. Il est lancé le 19 juin 1905. D'une longueur de 121,9 m (400 pieds) et d'un maître-bau de 15,2 m (50 pieds), il est propulsé par trois turbines à vapeur Parsons, lui offrant une vitesse de 17,5 nœuds (32 km/h). Il peut transporter jusqu'à 420 passagers: 240 en première classe, 120 en deuxième et 60 en troisième, et dispose également d'une soute réfrigérée. L'hébergement pour les passagers de première classe comprend une salle à manger, un fumoir et une salle de musique avec un piano à queue Bechstein. Le navire est éclairé à l'électricité et équipé de tous les derniers équipements de sécurité, dont des extincteurs au dioxyde de soufre Clayton. En 1907, le SS Marama (en) est lancé. Il s'agit du sister-ship du Maheno. Il sera démantelé en 1938.

## Historique du service
Le navire entre en service le 18 novembre 1905 et est utilisé sur les routes entre Sydney et Melbourne via des ports en Nouvelle-Zélande et Hobart, en Tasmanie. Il fait également des voyages réguliers entre Sydney et Vancouver.

### Première Guerre mondiale

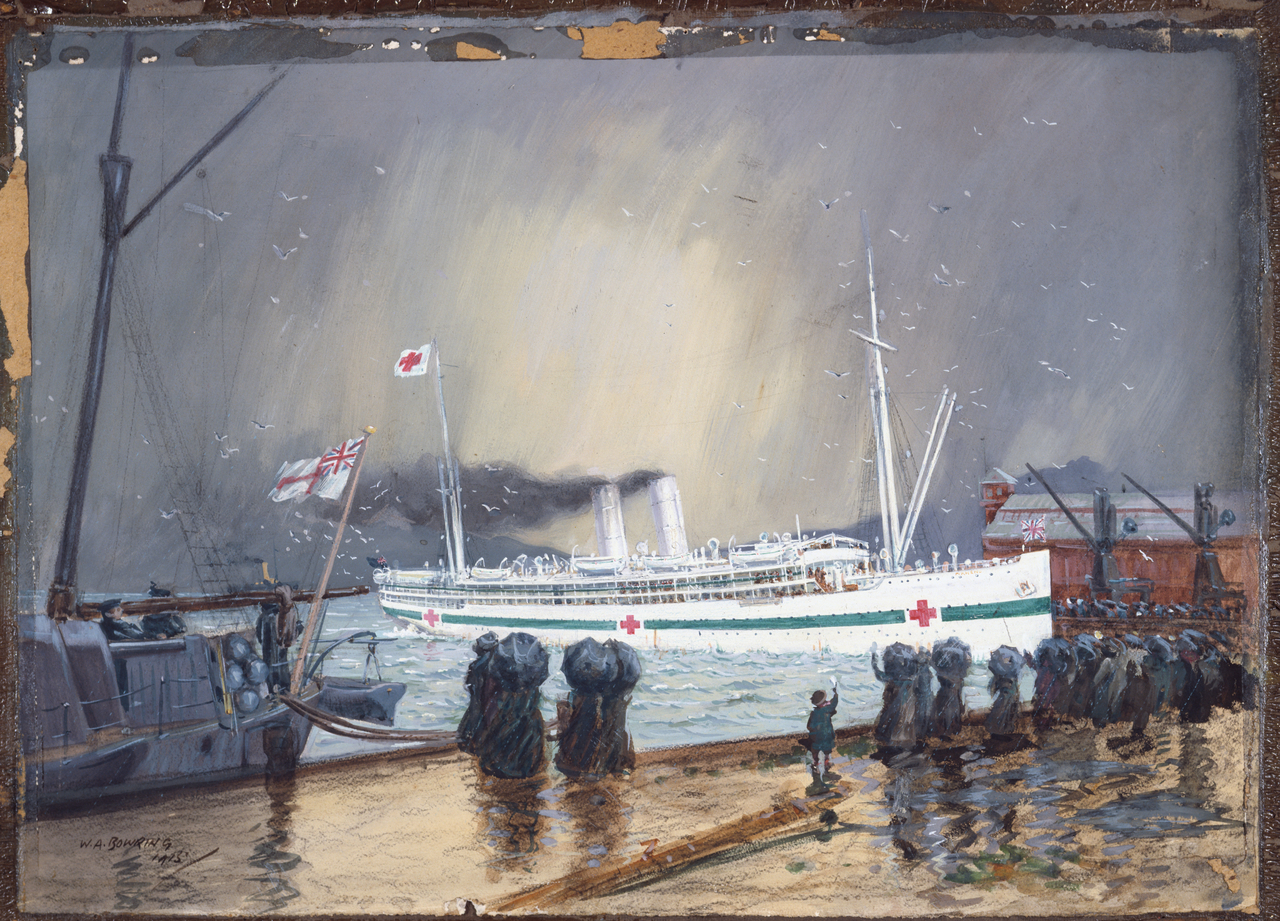
Peinture du SS Maheno reconverti en navire-hôpital, 1915.

Pendant la Première Guerre mondiale, le Maheno est converti en navire-hôpital grâce à de l'argent recueilli par un appel d'Arthur Foljambe, compte de Liverpool[pas clair] et gouverneur général de Nouvelle-Zélande. Il récolte £47 000, l'équivalent de 6,5 millions de dollars actuels. Il est équipé de huit salles et de deux blocs opératoires, d'une salle à rayon X et deux ascenseurs électriques pour transporter les blessés. Une équipe médicale composée de cinq médecins et de soixante-et-un aides-soignants du corps médical de l'armée néo-zélandaise, d'une infirmière en chef, de treize infirmières du nouveau service d'infirmières de l'armée néo-zélandaise et d'aumôniers rejoignent le Mahona. Conformément à l'article 5 de la Convention de La Haye de 1899, il est repeint entièrement en blanc, avec une large bande verte sur ses côtés et de grandes croix rouges sur les côtés et les cheminées.
Le HMNZHS Maheno arrive à Moudros, base navale de la campagne de Gallipoli, le 25 août 1915, et le lendemain est au large de la baie ANZAC, chargeant les victimes de la bataille de la colline 60. Au cours des trois mois suivants, il transporte des blessés de Gallipoli à Malte. Ils sont pris en charge par des membres du service infirmier de l'armée néo-zélandaise, dont Evelyn Brooke. Le Maheno rentre en Nouvelle-Zélande le 1er janvier 1916 pour être rééquipé, puis retourne en Égypte en février pour récupérer les patients et pour les transporter vers la Nouvelle-Zélande. Il navigue ensuite vers le Royaume-Uni, arrivant à Southampton le 3 juillet 1916, juste après le début de la bataille de la Somme. Jusqu'en octobre 1916, il opère dans la Manche, transportant un grand nombre de soldats blessés et malades du front occidental vers l'Angleterre.
Le Maheno retourne en Nouvelle-Zélande en décembre 1916, puis effectue six autres voyages entre la Nouvelle-Zélande et les îles britanniques, ramenant des patients. Des critiques émergent à propos du Maheno faisant plusieurs voyages en Nouvelle-Zélande pour se rééquiper ou pour transporter des soldats blessés chez eux alors que la plupart auraient pu partir dans un navire de troupes; et aussi que le navire est dirigé par le gouverneur (Liverpool) comme « un passe-temps patriotique de Son Exc.» Le médecin-chef est William Collins lors du premier voyage et James Elliott lors des deuxième et troisième voyages. En 1915, Collins «pose problème en refusant aux infirmières leur statut d'officier et en se leurrant qu'il peut être le commandant du navire, le capitaine» (capitaine McLean). En 1917, le major anglais Gretton critique le personnel et déclare «il (Liverpool) met ses amis sur le navire quand ils souhaitent avoir des emplois temporaires». Le surnom donné au navire est «le yacht de Liverpool». La plainte va jusqu'au secrétaire d'État aux Colonies; Liverpool déclare que Gratton s'est comporté comme un goujat.
À la fin de la guerre, en novembre 1918, le Maheno est libéré du service militaire et retourne à l'entreprise propriétaire du bateau, après quoi il reprend sa vie commerciale.

### Échouement sur l'île Fraser

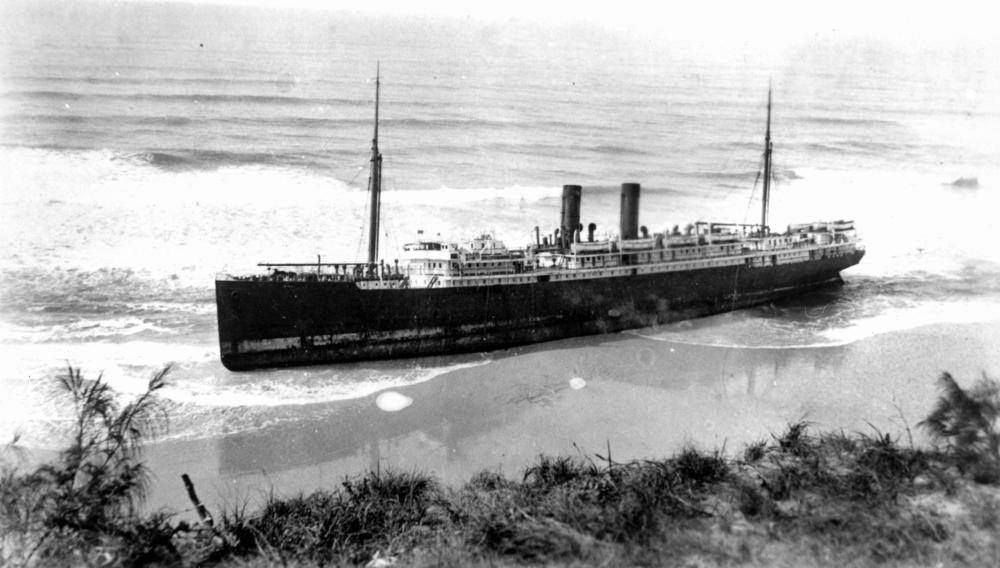
Le SS Maheno échoué.

À la fin de sa vie commerciale, le 3 juillet 1935, le Maheno quitte Sydney, remorqué par l'Oonah, un ancien ferry de 1 758 t qui traversait le détroit de Bass et appartenait à la Tasmanian Steamers Pty. LTd. Il a été construit en 1888, et, avec le Maheno, a été vendu au chantier naval Miyachi KKK d'Osaka, au Japon. Les deux navires sont reliés par un câble métallique de 270 m (900 pieds) de long et 17,1 cm (6,75 pouces) de diamètre.
Durant l'après-midi du 7 juillet, à environ 50 miles de la côte, le câble de remorquage est coupé, les deux bateaux étant pris dans un cyclone. Les tentatives de rattacher le câble de remorquage, alors que la mer est agitée, échouent. Le Maheno, avec un équipage minimal (ou «skeleton crew (en)») de huit hommes à bord, dérive et disparait. L'Oonah, avec son gouvernail temporairement inutilisable, diffuse un message radio demandant de l'aide pour le Maheno. Les hélices de ce dernier ont été retirées à Sydney et il ne transporte aucun carburant. Le Maheno est ensuite retrouvé le 10 juillet par un avion piloté par Keith Virtue (en). Il s'est échoué au large de l'île Fraser en Australie. L'équipage a installé son camp à terre, en attendant l'arrivée du Oonah, ce qu'il fait le 12 juillet. Le navire est par la suite dépouillé de ses appareillages et autres objets de valeur pour ensuite tenter de le renflouer. Ces tentatives n'aboutissent pas et il est donc abandonné sur la plage.

## Épave
L'épave est le lieu de mariage de Dudley Weatherley et de Beatrice McLean (au lieu de Townsville), à l'invitation du capitaine Takaka, le tout accompagné par les notes du piano Bechstein du navire,. Le navire échoué est également utilisé pour l'expérience «rocket mail (en)» en août 1935. L'épave est par la suite proposée à la vente, mais aucun acheteur n'est trouvé.
Le Maheno est resté sur place depuis, se corrodant lentement. En raison de l'état désormais dangereux du navire, l'accès est interdit. Le ministère australien de la Défense répertorie l'épave comme un site de contamination par des munitions non explosées (UXO). Durant la Seconde Guerre mondiale, la Royal Australien Air Force aurait utilisé brièvement l'épave comme cible pour l'entraînement des pilotes. 